# Hymenoclea sandersonii
Hymenoclea sandersonii là một loài thực vật có hoa trong họ Cúc. Loài này được (S.L.Welsh) N.H.Holmgren mô tả khoa học đầu tiên năm 1994.